# Polistes sumatrae
Polistes sumatrae är en getingart som beskrevs av Fabricius 1804. Polistes sumatrae ingår i släktet pappersgetingar, och familjen getingar. Inga underarter finns listade i Catalogue of Life.